# عشق وحشی وحشی
«عشق وحشی وحشی» تک‌آهنگی از هنرمند اهل ایالات متحده آمریکا پیت‌بول و گروه دخترانه جی.آر.ال. است که در ۲۵ فوریه ۲۰۱۴ منتشر شد.
این تک‌آهنگ در چارت‌های ، بریتانیا، اسکاتلند، نروژ، جزو ده ترانه اول قرار گرفت.